# Andi Cristea
Andi-Lucian Cristea (n. 5 ianuarie 1982, Buzău, România) este un politician român, membru al Partidului Social Democrat. Între 2014 și 2019 a fost Membru al Parlamentului European, activând în Grupul Alianței Progresiste a Socialiștilor și Democraților. Andi Cristea a fost vicepreședinte al Comisiei pentru Afaceri Externe (AFET) și Președinte Delegației pentru Republica Moldova.
La data de 20 octombrie 2020 a fost nominalizat candidat la Camera Deputaților din partea Partidului Social Democrat în Circumscripția Electorală nr.10 – Buzău. În urma alegerilor parlamentare a fost ales deputat si ulterior vicepreședinte al Comisiei pentru politică externă.În luna februarie 2021 a fost votat ca reprezentant al României în Adunarea Parlamentară a Consiliului Europei pe durata mandatului de deputat național.

## Experiență profesională
A fost expert în cadrul Biroului de presă al Partidului Social Democrat (sept. 2004 — iun. 2009), Expert parlamentar la Camera Deputaților (iun. 2005 — dec. 2007), Asistent parlamentar la Parlamentul European (dec. 2007 — dec. 2008), Consilier parlamentar la Senatul României, Comisia pentru politică externă (ian. 2009 — mai 2012), Director de cabinet al ministrului în cadrul Ministerului Justiției (mai — aug. 2012), Reprezentant cu însărcinări speciale - director general în cadrul Ministerului Afacerilor Externe (aug. 2012 — ian. 2014). 
La 25 mai 2014 a fost ales europarlamentar pe lista PSD-UNPR-PC
După revenirea în țară la finalul mandatului de europarlamentar, din februarie până în octombrie 2020, Andi Cristea a coordonat activitatea Direcției Generale Cooperare Parlamentară Externă din Senatul României.
La data de 20 octombrie 2020 a fost nominalizat candidat la Camera Deputaților din partea Partidului Social Democrat în Circumscripția Electorală nr.10 – Buzău. În urma alegerilor parlamentare a fost ales deputat si ulterior vicepreședinte al Comisiei pentru politică externă. În 2023 a fost ales vicepreședinte al Comisiei speciale comune a Camerei Deputaților și Senatului pentru sprijinirea procesului de aderare a României la Organizația pentru Cooperare și Dezvoltare Economică (OCDE) și a coordonat în Parlament procesul de ratificare a aderării României la Convenția Anti-Mită a OCDE în luna iunie 2023.
In luna ianuarie 2023, Andi Cristea a fost desemnat sa gestioneze la nivel european, din partea Adunarii Parlamentare a Consiliului Europei, dosarul Metaverse. Decizia a fost luata, prin vot, in cadrul Comisiei pentru cultura, stiinta, educatie si media a APCE, Cristea a obtinut cele mai multe voturi in competitia cu alti doi candidati din Elvetia si Danemarca. Ca raportor al Consiliului Europei, a condus mai multe rânduri de dezbateri cu actorii instituționali relevanți pe subiectul tehnologiei realităților imersive (companii de tehnologie, apărători ai drepturilor omului, experți tehnici și reprezentanți ai mediului academic) la Paris (martie și decembrie 2023), Londra (iunie 2023), Strasbourg (septembrie 2023). În luna septembrie 2023 a participat la audierile desfășurate în formatul Comitetului de Miniștri al Consiliului Europei, împreună cu reprezentanți ai Meta, Amnesty International și IEEE.
Datorită activității sale în Strasbourg, Cristea este adesea invitat la podcasturi și evenimente de tehnologie. El a susținut prezentări la conferințe organizate de instituții și companii de renume, precum Consiliul Europei, Meta, Aspen și Google. Una dintre cele mai notabile prezențe ale sale a fost în calitate de speaker la AWE Asia, cea mai mare conferință dedicată tehnologiilor de realitate imersivă, desfășurată în Singapore.   

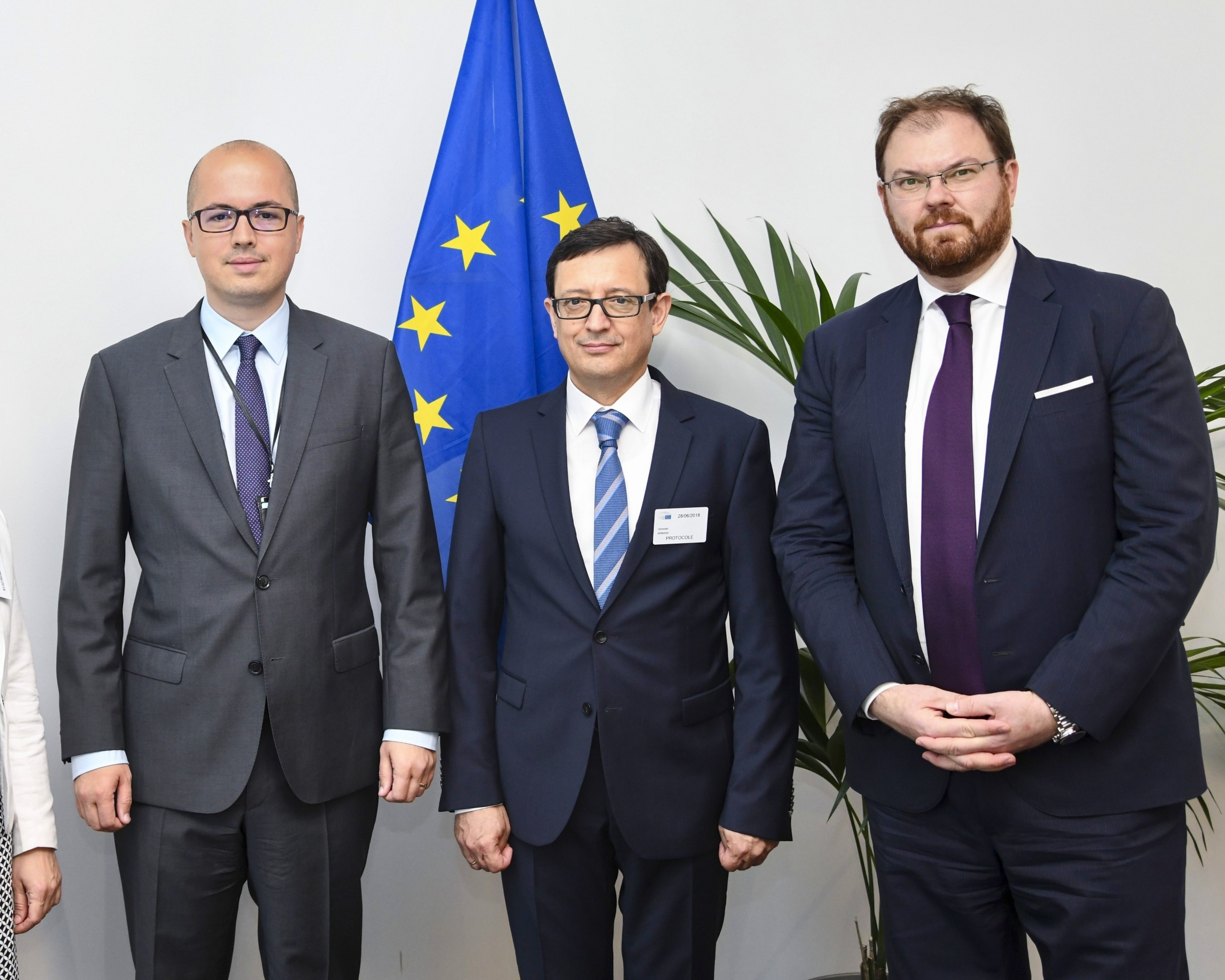
Cristea în timpul unei întâlniri cu ministrul finanțelor Octavian Armașu (centru) și Sergiu Cioclea, iunie 2018

În ianuarie 2024, Andi Cristea a fost desemnat Raportor General al Consiliului Europei pentru știință și tehnologie. În aceeași lună, a fost ales vicepreședinte al Grupului Socialiștilor, Democraților și Verzilor din Adunarea Parlamentară a Consiliului Europei.   
Din septembrie 2004 este membru al Partidului Social Democrat (auto-suspendat pe perioada desfășurării activității la MAE și la Senatul României ca înalt funcționar public). 
În perioada octombrie 2010 — octombrie 2013, a fost secretar executiv al Tineretului Social Democrat (TSD), responsabil cu afaceri europene. 

## Educație și formare
A urmat cursurile Colegiului Național M. Eminescu din Buzău.
După absolvirea cursurilor Facultății de Științe Politice din cadrul SNSPA (2000-2004) (cursuri de zi, buget) a efectuat studii postuniversitare de lungă durată, în cadrul Universității București, Centrul de pregătire Economică și Administrativă (2004). A absolvit apoi, cursuri de analiză și consiliere economică ale Institutului Diplomatic Român (2009) și cursurile Universității de Apărare "Carol I" din cadrul Colegiului Național de Apărare (2013).

## Legături externe
- Parlamentul     European
- Twitter:@andicristeamep

1. ↑   http://www.europarl.europa.eu/meps/en/40224/ANDI-LUCIAN_CRISTEA_home.html Lipsește sau este vid: |title= (ajutor)
2. ↑  Deputații în Parlamentul European